# Inhibitor PDE5
Un inhibitor PDE5 este o substanță care inhibă acțiunea enzimei fosfodiesterazei de tip 5 (PDE5) și descompune o substanță numită guanozin monofosfat ciclic (GMPc) în corpii cavernoși ai penisului.
Acești compuși sunt utilizați în tratamentul disfuncției erectile și au fost primul tratament oral eficace pentru această afecțiune. Deoarece enzima PDE5 este prezentă și în mușchiul neted al peretelui arterial din plămâni, acești compuși au fost de asemenea folosiți în tratamentul hipertensiunii arteriale pulmonare. 

## Exemple
În prezent există mai mulți inhibitori PDE5 produși în diverse țări sau în stadiu de cercetare:
- avanafil (Stendra), Vivus, S.U.A.
- lodenafil (Helleva), Cristália, Brazilia
- mirodenafil (Mvix), SK Chemicals, Coreea de Sud
- sildenafil (Viagra), Pfizer, S.U.A.
- tadalafil (Cialis),  Eli Lilly and Company, S.U.A.
- vardenafil (Levitra), Bayer, GlaxoSmithKline, Schering-Plough
- udenafil (Zydena), Dong-A Pharmaceutical, Coreea de Sud
- zaprinast
- benzamidenafil